# Поль Пуаре
Поль Пуаре (фр. Paul Poiret; 1879—1944) — французький модельєр. Його внесок у моду XX століття прирівнювався внеску Пікассо у мистецтво XX століття.

## Ранні роки та кар'єра
Народився 20 квітня 1879 року у родині торговця тканинами в бідному районі Ле-Аль у Парижі. Його батьки у спробі позбавити його від природженої гордості віддали його на навчання до виготовлювача парасольок. Там він зібрав клаптики шовку, що залишилися від вирізування візерунків парасольки, і створив одяг для ляльки, яку дала йому одна з його сестер. У підлітковому віці Пуаре показав свої ескізи модельєрці Мадлен Шері (фр. Madeleine Cheruit), яка придбала у нього десяток. Пуаре продовжував продавати свої малюнки, зрештою найбільшим паризьким будинкам моди, поки не був прийнятий на роботу Жаком Дусе (фр. Jacques Doucet) в 1896 році. Його перша модель, червоний суконний плащ, була продана у 400 екземплярах. Пуаре пізніше перейшов до Будинку Уорта, де він відповідав за дизайн простих і практичних суконь. Проте «нахабна сучасність його моделей» виявилася надмірною для консервативних клієнтів Уорта. Наприклад, коли Пуаре представив російській княгині Барятинській пальто Конфуція з новаторським фасоном у стилі кімоно, вона вигукнула: «Ах, який жах! У нас, якби якийсь докучливий мужлан ув'язався за вашими саньми, йому відрубили б голову і кинули у мішок, подібний цьому».

## Розширення впливу Пуаре

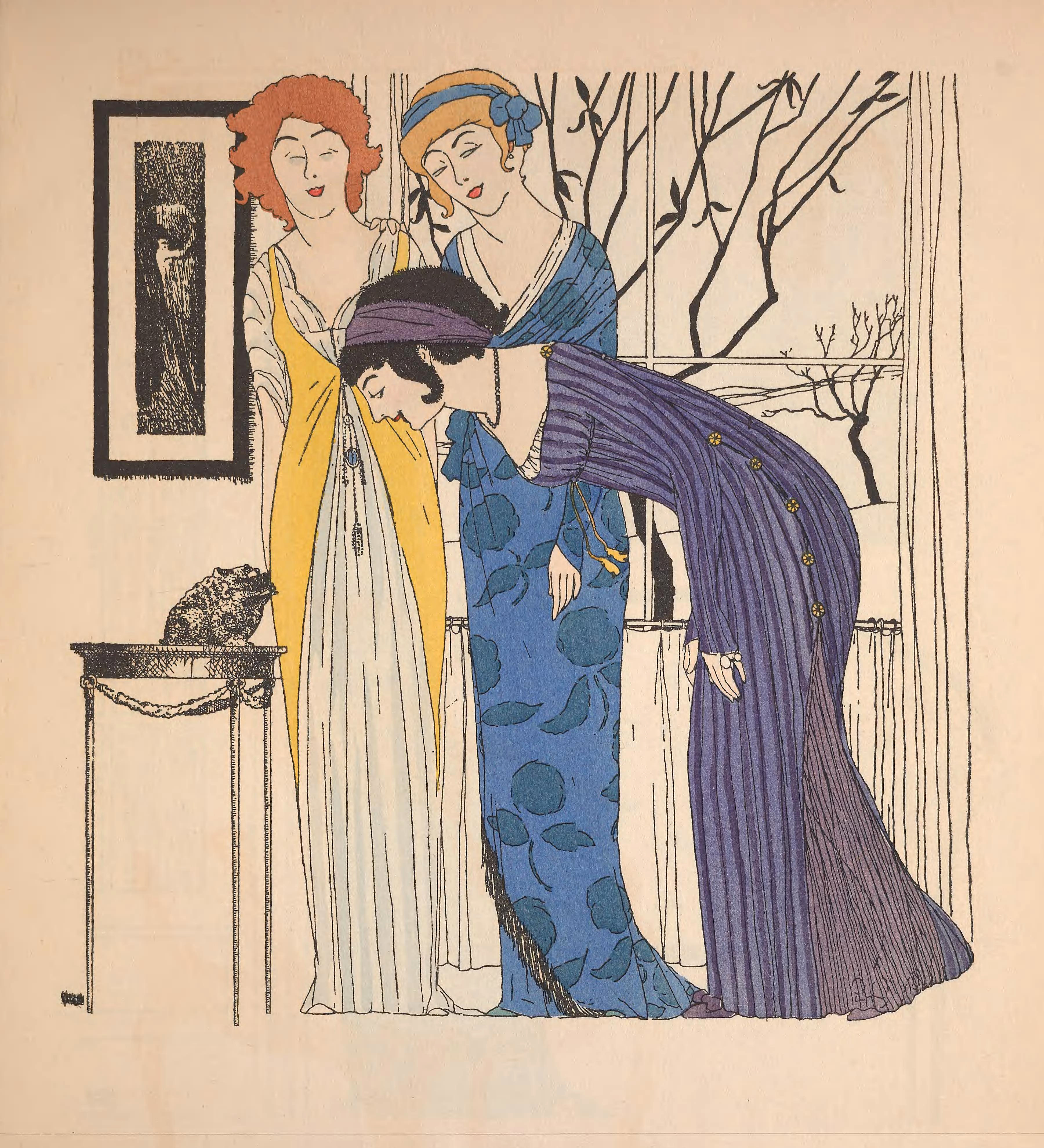
Моделі Поля Пуаре (1908 рік)

Пуаре створив свій власний будинок моди в 1903 році, і зробив собі ім'я суперечливим пальто-кімоно. Він створив яскраві вітрини і влаштовував легендарні вечірки, щоб привернути увагу до своїх робіт. Його інстинкту маркетингу і брендингу не було рівних серед попередніх дизайнерів. У 1909 році він був настільки знаменитий, що Асквіт запропонував йому показати свої моделі на Даунінг-стріт, 10. Найдешевший предмет одягу на виставці коштував 30 гіней — подвійний річний оклад посудниці.
Будинок Пуаре розширився, охопивши, крім одягу, меблі, декор і парфум. У 1911 році він представив «Parfums de Rosine», названий на честь його доньки, ставши першим кутюр'є, який випустив аромат від імені будинку моди. Пуаре представив «Parfums de Rosine» 24 червня 1911 року в яскравій манері. В його розкішному будинку був проведений грандіозний вечір, на костюмованому балу були присутні вершки паризького суспільства і художнього світу. Пуаре, натхнений фантазією гаремів султанів, химерно охрестив подію «тисяча і другою ніччю» (фр. la mille et deuxième nuit). Сади з наметами і живими тропічними птахами висвітлювалися ліхтарями. Мадам Пуаре сиділа, розвалившись, у золотій клітці, ніжачись у багатстві. Пуаре був царюючим султаном і дарував кожному гостю по пляшці свого нового аромату. Його маркетингова стратегія, проведена як розвага, стала сенсацією і темою обговорень у Парижі. Другий аромат дебютував у 1912 році під назвою «Мінарет» (фр. Le Minaret), знову підкресливши гаремну тему.
У 1911 році фотограф Едвард Стайхен з подачі Люсьєна Вогеля, видавця Jardin des Modes і La Gazette du Bon Ton, почав просувати моду як витончене мистецтво за допомогою фотографії. Так Стайхен зробив фотографії суконь Пуаре. Ці фотографії були опубліковані в квітні 1911 року у журналі Art et Décoration. Відповідно до Джессі Александера, вони «…зараз вважаються першими в історії фешн-фотографіями. Тобто фотографіями одягу, зробленими таким чином, щоб передати сенс їх фізичної якості, а також їх точного вигляду, а не просто ілюстраціями об'єкту».
Пуаре відкрив школу Мартіни, названу на честь його другої дочки, щоб надати торгові навички та доход дівчаткам з художніми нахилами з робочого класу.

## Крах будинку моди Пуаре
Під час Першої світової війни Пуаре покинув свій будинок моди, щоб зайнятися раціоналізацією виробництва військових форм. Коли Пуаре повернувся після звільнення в 1919 році, будинок був на грані банкрутства. Нові дизайнери, такі як Chanel, виробляли простий одяг, який спирався на чудову майстерність. Моделі ж Пуаре сприймалися як неохайні і погано виготовлені. (Хоча моделі Пуаре були новаторськими, його виробництво не було таким — він ставив на мету тільки, щоб його сукні «читали красиво здалеку».) Пуаре раптово вийшов із моди, в боргах і без підтримки своїх партнерів по бізнесу, тому незабаром він покинув свій будинок моди. У 1929 році сам будинок був закритий, а залишки одягу були розпродані на вагу як ганчірки. Дорога Пуаре до бідності привела його до випадкових робіт, таких як вуличний художник у паризьких кафе. У якийсь момент у Профспілці високої моди (фр. Chambre syndicale de la Haute Couture) навіть обговорювалося питання про те, щоб забезпечити йому щомісячну допомогу, але ідея була відкинута президентом організації Уортсом. Тільки допомога його друга Ельзи Скіапареллі (яка в підсумку оплатила і його поховання) завадила його повному забуттю. Коли Пуаре помер у 1944 році, його геній був забутий.

## Естетика

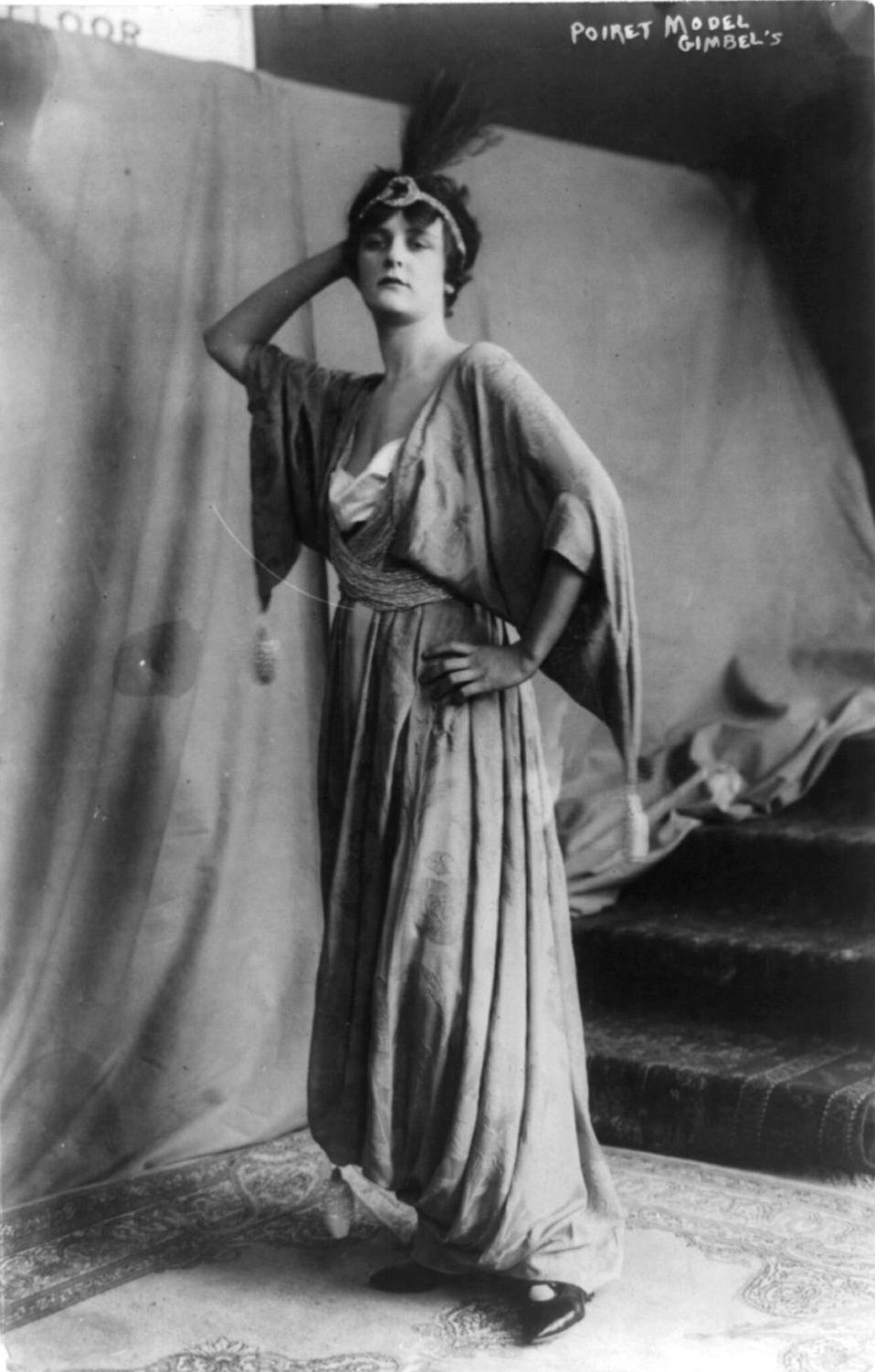
Модель у сукні Пуаре (1914)

Хоча Пуаре, напевно, найбільш відомий звільненням жінок від корсетів та своїми вражаючими винаходами, в тому числі кульгавими спідницями, гаремними панталонами і абажурними туніками, його великим внеском у моду був розвиток підходу до пошиття одягу зі зосередженням на драпіруванні, що було радикальним відходом від попереднього процесу пошиття та модельного виробництва. Пуаре перебував під впливом античних та регіональних суконь. Простота його одягу представляла «поворотний момент у появі модернізму» в цілому і «ефективно створила парадигму сучасної моди, безповоротно змінивши напрям історії костюма».

## Особисте життя
У 1905 році Пуаре одружився з провінційною дівчиною Деніз Буле; у них було п'ять дітей. Деніз, струнка і молода жінка, була музою Пуаре і прототипом la garçonne. У 1913 році Пуаре розповів Vogue: «Моя дружина є натхненням всіх моїх творінь; вона є вираженням усіх моїх ідеалів». Пізніше вони розлучилися.
Пуаре був відомий щедрими вечірками і розвагами з використанням своїх моделей. Для однієї зі своїх знаменитих вечірок — «Тисяча і другої ночі» 24 червня 1911 року — він вимагав від своїх більш ніж 300 гостей прийти в східних костюмах. Неправильно одягненим гостям пропоновували або вдягтися в деякі «перські» наряди Пуаре, або піти.